# エターナル・アイドル
『エターナル・アイドル』（原題：The Eternal Idol）は、ブラック・サバスが1987年に発表した13作目のスタジオ・アルバム。本作よりトニー・マーティンがボーカルを担当した。

## 背景
レコーディングの当初は『セヴンス・スター』に伴うツアーより加入したレイ・ギランがボーカルを担当していた。彼の後任として加入したトニー・マーティンによれば、「ナイトメア」の笑い声はギランのものだという。
クレジットによればベースはデイヴ・スピッツとボブ・デイズリー（元レインボー〜オジー・オズボーン・バンド）の2人が担当したことになっているが、実際には全曲ともデイズリーがベースを弾いている。また、クレジット上では全曲ともトニー・アイオミが作詞・作曲したことになっているが、実際にはボブ・デイズリーが作詞に大きく貢献し、レイ・ギランも作詞に関与した。
デイズリーはベース・パートの録音終了後の1986年11月にバンドを脱退し、エリック・シンガーも1987年1月に脱退。その後レイ・ギランも脱退し、最終的にはトニー・マーティンがボーカル・パートを録り直した。本作発表に伴うツアーではジョー・バートがベースを担当し、テリー・チャイムズがドラムスを担当した。

## 反響・評価
本作はセールス的には成功を収められず、ブラック・サバスの新作スタジオ・アルバムとしては初めて全英アルバムチャートでトップ50入りを逃し、アメリカのBillboard 200では初めてトップ100入りを逃した。そして、本作をもってバンドはヴァーティゴ及びワーナー・ブラザース・レコードとの契約を失った。
音楽評論家のEduardo Rivadaviaはオールミュージックにおいて「『エターナル・アイドル』がブラック・サバスの作品の中でも特に過小評価された状態にあることは否定できず、オジー・オズボーンもロニー・ジェイムス・ディオもマイクに向かっていない作品としては、ほぼ間違いなく彼らのベストである」と評している。

## デラックス・エディション盤
2010年にイギリスやヨーロッパでリリースされたCD2枚組のデラックス・エディション盤には、「ブラック・ムーン」と「サム・カインド・オブ・ウーマン」がボーナス・トラックとして収録された。これら2曲は、12インチ・シングル「ザ・シャイニング」のカップリング曲であった。また、ディスク2にはレイ・ギランがボーカルを担当した録音が収録されている。2011年には、紙ジャケット仕様によるデラックス・エディション盤の日本盤がリリースされた。

## 収録曲
7.はインストゥルメンタル。
1. シャイニング - "The Shining" – 5:59
2. エインシェント・ウォリアー - "Ancient Warrior" – 5:33
3. ハード・ライフ・トゥ・ラヴ -  "Hard Life to Love" – 5:00
4. グローリー・ライド - "Glory Ride" – 4:48
5. ボーン・トゥ・ルーズ - "Born to Lose" – 3:44
6. ナイトメア - "Nightmare" – 5:21
7. スカーレット・ピンパーネル - "Scarlet Pimpernel" – 2:08
8. ロスト・フォーエヴァー - "Lost Forever" – 4:03
9. エターナル・アイドル - "Eternal Idol" – 6:35

### デラックス・エディション盤ボーナス・トラック
1. ブラック・ムーン - "Black Moon"
2. サム・カインド・オブ・ウーマン - "Some Kind of Woman"

### デラックス・エディション盤ボーナス・ディスク
1. グローリー・ライド（レイ・ギラン・セッション） - "Glory Ride"
2. ボーン・トゥ・ルーズ（レイ・ギラン・セッション） - "Born to Lose"
3. ロスト・フォーエヴァー（レイ・ギラン・セッション） - "Lost Forever"
4. エターナル・アイドル（レイ・ギラン・セッション） - "Eternal Idol"
5. ザ・シャイニング（レイ・ギラン・セッション） - "The Shining"
6. ハード・ライフ・トゥ・ラヴ（レイ・ギラン・セッション） - "Hard Life to Love"
7. ナイトメア（レイ・ギラン・セッション） - "Nightmare"
8. エインシェント・ウォリアー（レイ・ギラン・セッション） - "Ancient Warrior"

## 参加ミュージシャン
- トニー・アイオミ - ギター
- トニー・マーティン - ボーカル
- ボブ・デイズリー - ベース
- エリック・シンガー - ドラムス
- ジェフ・ニコルス - キーボード

アディショナル・ミュージシャン
- ベヴ・ベヴァン - パーカッション(#7)
- レイ・ギラン	 - ボーカル（デラックス・エディション盤ボーナス・ディスクのみ）